# Khaosan

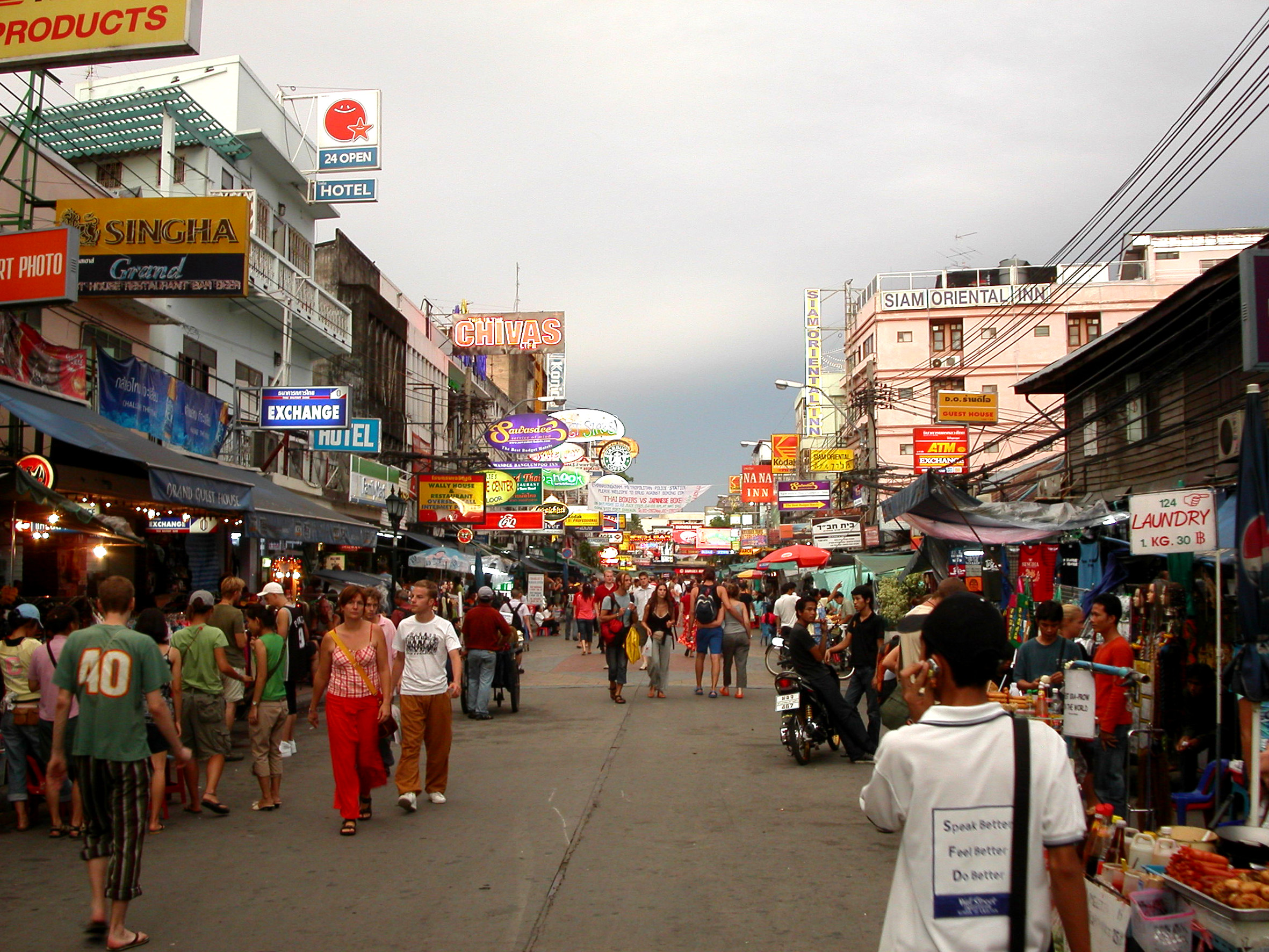
Khao San Road avant la nuit et l'afflux touristique

Khaosan est un quartier de Bangkok (Thaïlande), très connu pour ses nombreuses maisons d'hôte (guest houses), petits hôtels économiques, qui proposent des excursions bon marché à travers tout le pays. Le quartier est situé non loin du Grand Palais au centre-nord de la ville. C'est le rendez-vous des touristes plutôt routards, notamment dans Khaosan Road, longue d'environ 500 m, et centre de rencontre des backpackers à Bangkok.
Le quartier évolue peu à peu vers d'autres clientèles que les routards : des hôtels plus familiaux se développent au nord du quartier, tandis que des guest houses et nouveaux établissements évoluent vers des standards plus élevés. Ce quartier possède bien plus encore, comme la vente de tee-shirt ou autre. Ce quartier est d'ailleurs appelé "la rue des tee-shirts" 

## Description
Dans sa rue principale, Khaosan Road, on peut trouver de tout, souvent très bon marché pour les Occidentaux, avec les remarques déjà faites ci-dessus. Les prix des guest house (qu'il est possible de négocier) varient sur une échelle de 2 dollars à plus de 20 dollars la nuit en fonction des prestations et de la localisation dans le quartier, et le soir, de nombreuses roulottes de rue proposent des plats pour moins de 40 bahts. Deux seven-eleven sont implantés dans la rue, de même que deux MacDonald pour les nombreux touristes en mal de nourriture occidentale. Le marché des contrefaçons est aussi très florissant auprès des clients occidentaux qui peuvent y acheter de fausses pièces d'identité ou des cartes de journaliste de leurs pays, et toutes sortes de produits, depuis les antiquités jusqu'aux vêtements contrefaits en passant par les disques et les DVD à des prix défiant toute concurrence légale. Attention d'ailleurs à votre passage à la douane, où il se peut que vous appreniez amèrement que vous avez abusé des contrefaçons (que ce soit volontaire ou non).
Par ailleurs, et de même que pour Bangkok en général, les agences de voyages sont florissantes dans le quartier, permettant de réserver et moduler des voyages sur mesure vers tout le reste de l'Asie à des prix défiant toute concurrence (après négociation).

## Au cinéma
On peut retrouver l'ambiance de ce quartier dans le film La Plage (2000), avec Leonardo DiCaprio, qui y a été tourné en partie. Le film est tiré du roman d'Alex Garland : les premières pages du livre font référence au commissariat installé à l'une des extrémités de Khao San Road, et qui existe bel et bien aujourd'hui.
En effet, dans le Film de Danny Boyle, lors de son arrivée à Bangkok, Leonardo DiCaprio serait descendu dans une Guesthouse de KhaoSan Road où il fera la connaissance de "Daffy" qui lui donnera la carte pour se rendre sur La Plage. En réalité, la Guesthouse ayant servi de décor au film se situe à Phuket Ville et se nomme le On On Hotel. Depuis le tournage, il a été entièrement rénové.
Le film Ong-Bak a aussi été tourné en partie dans ce quartier.

## Galerie de photographie

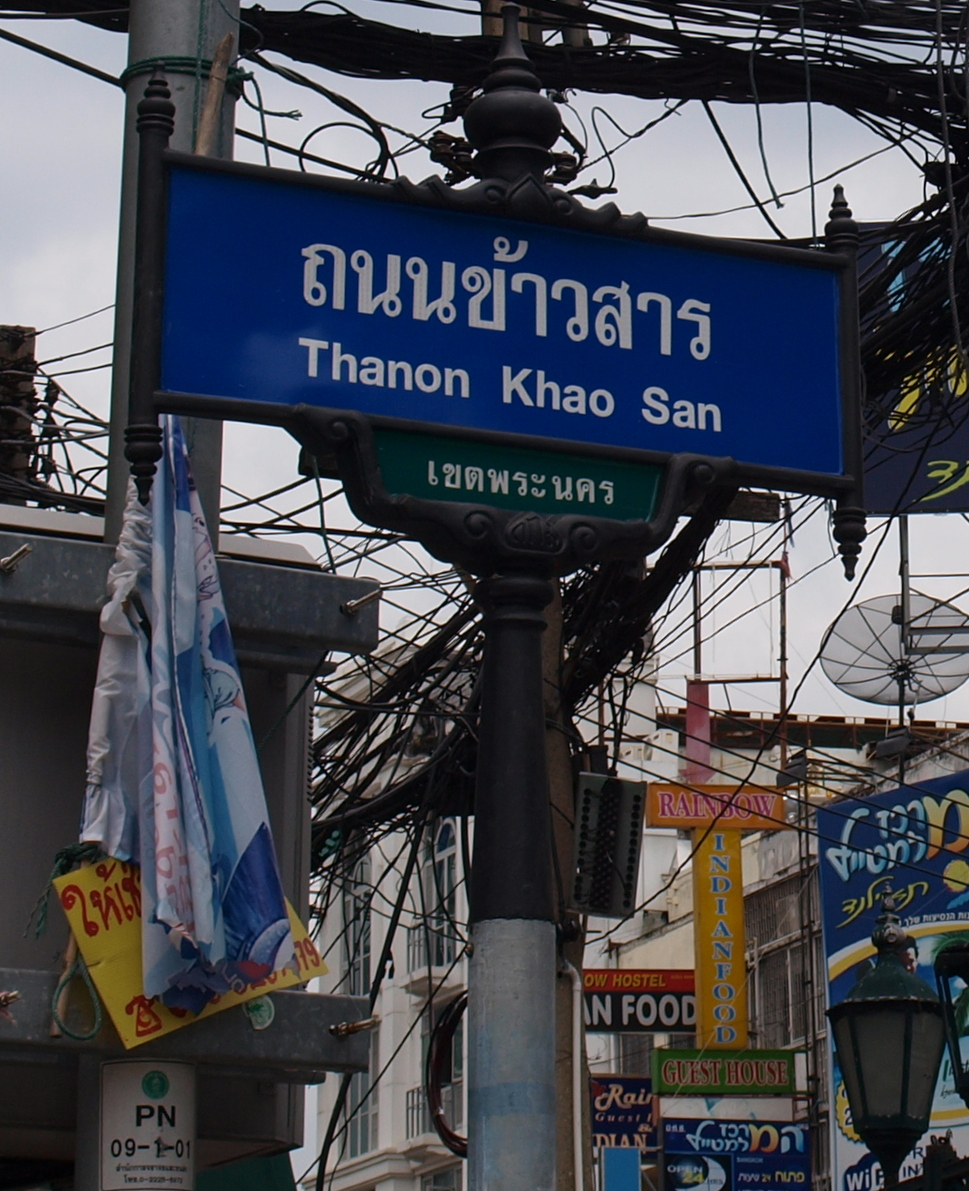
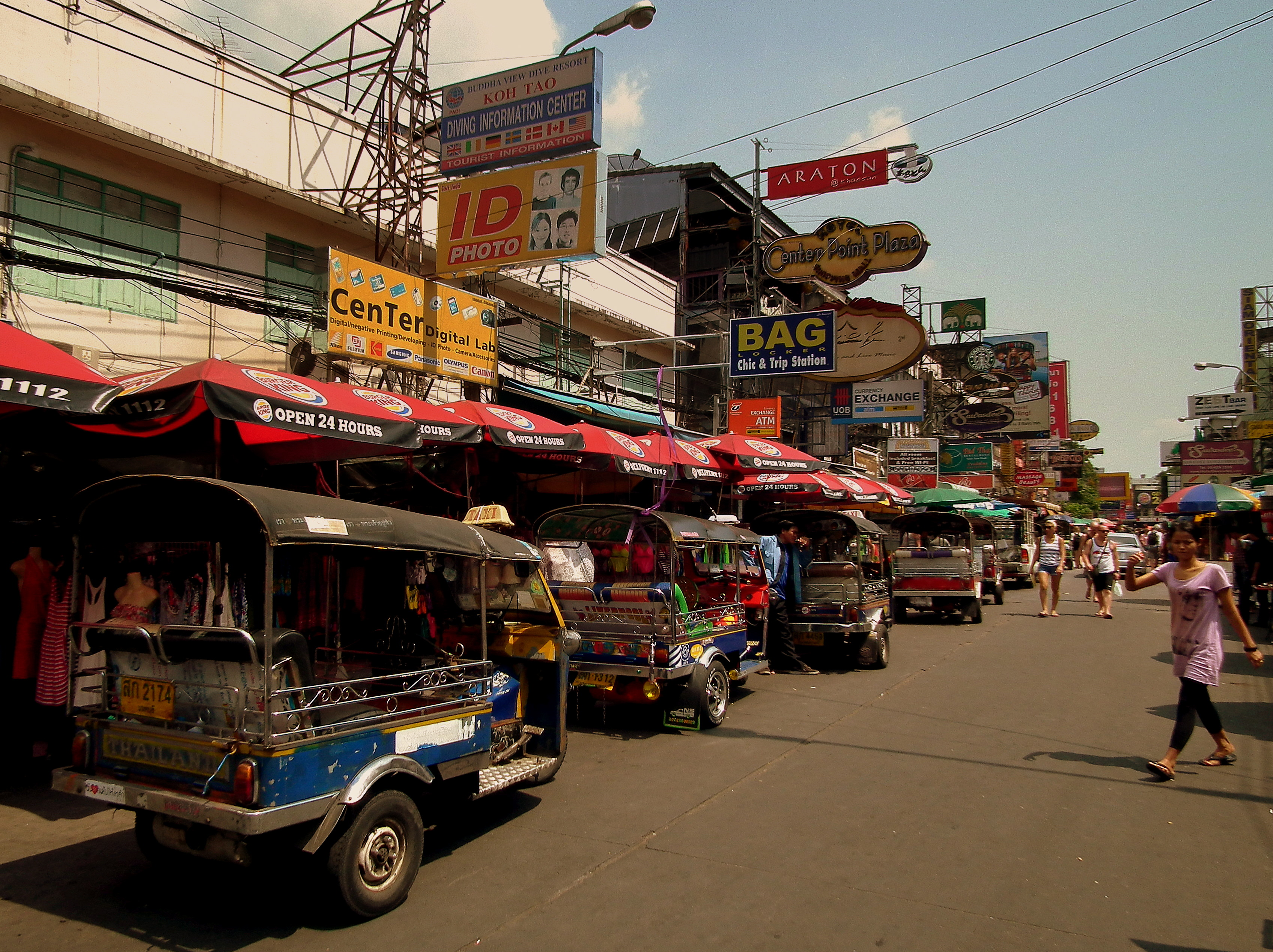
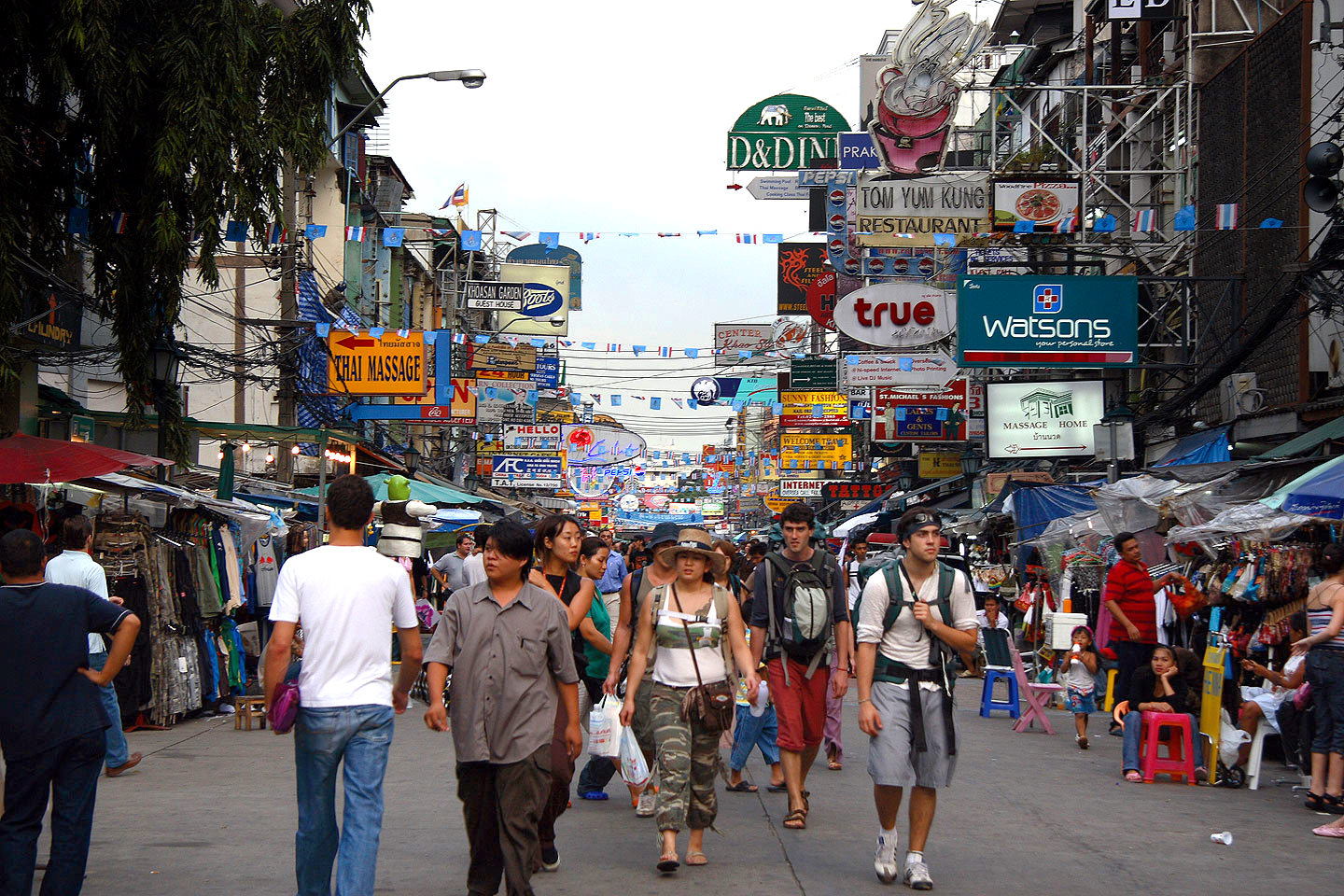
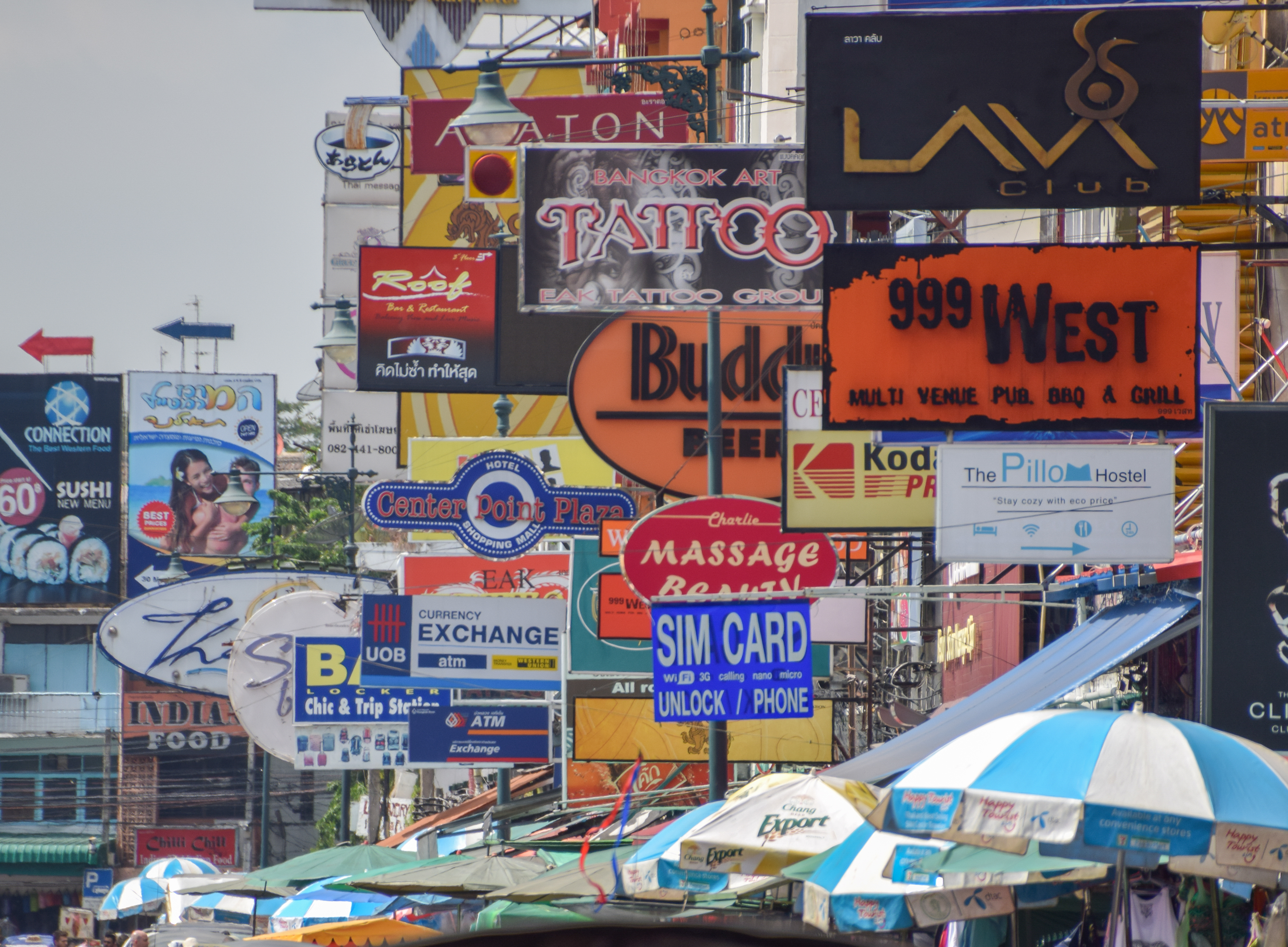
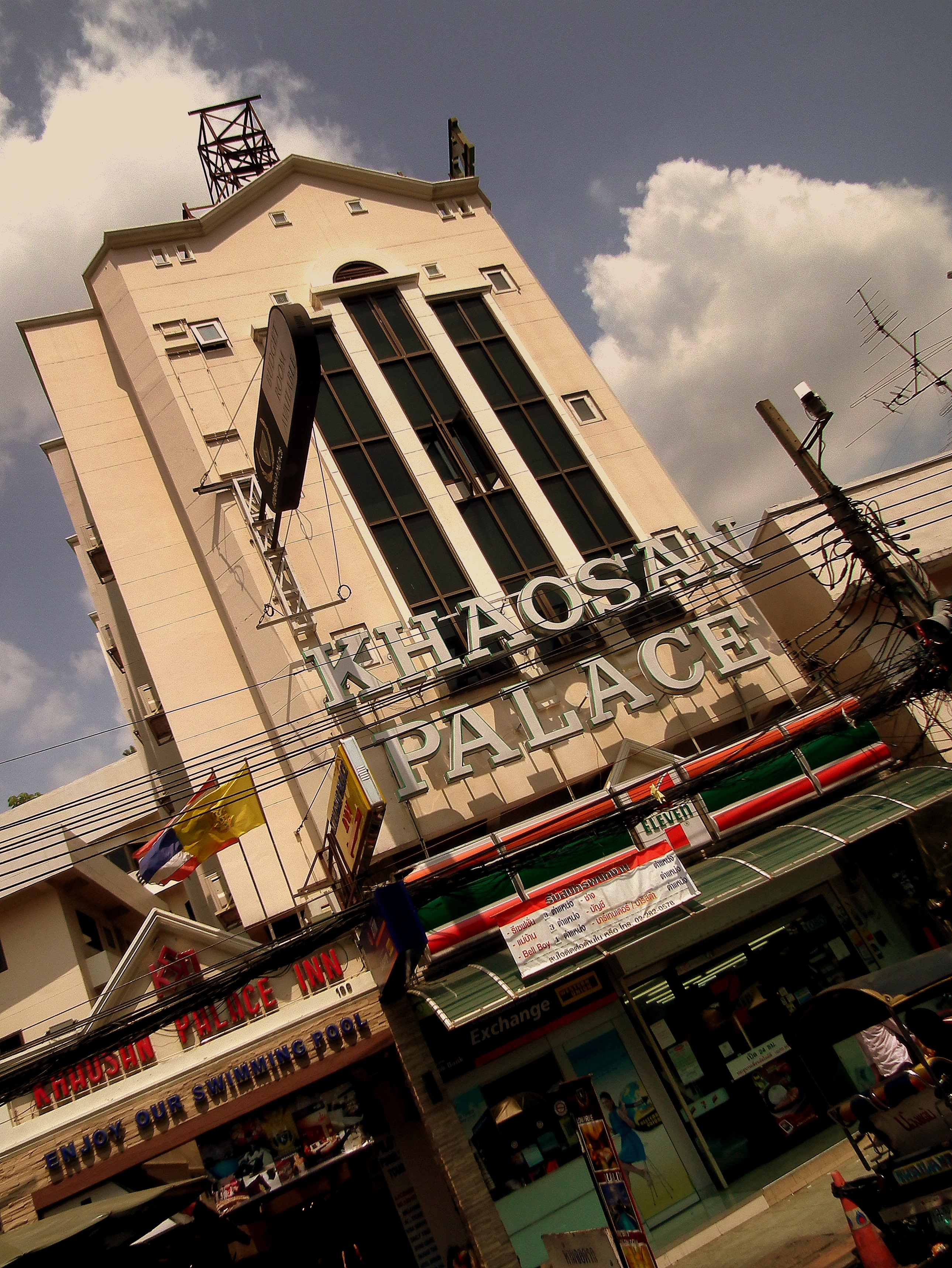
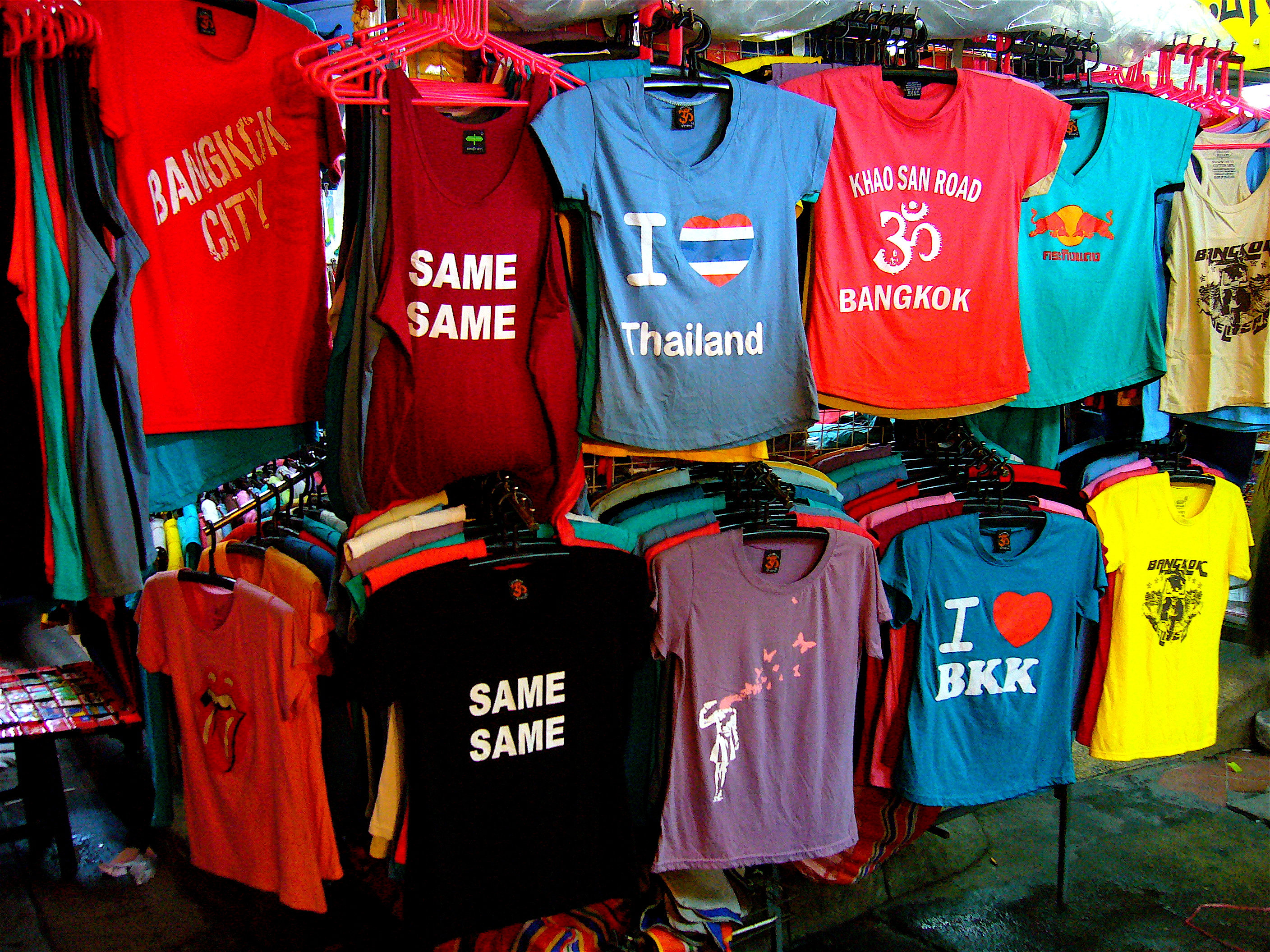
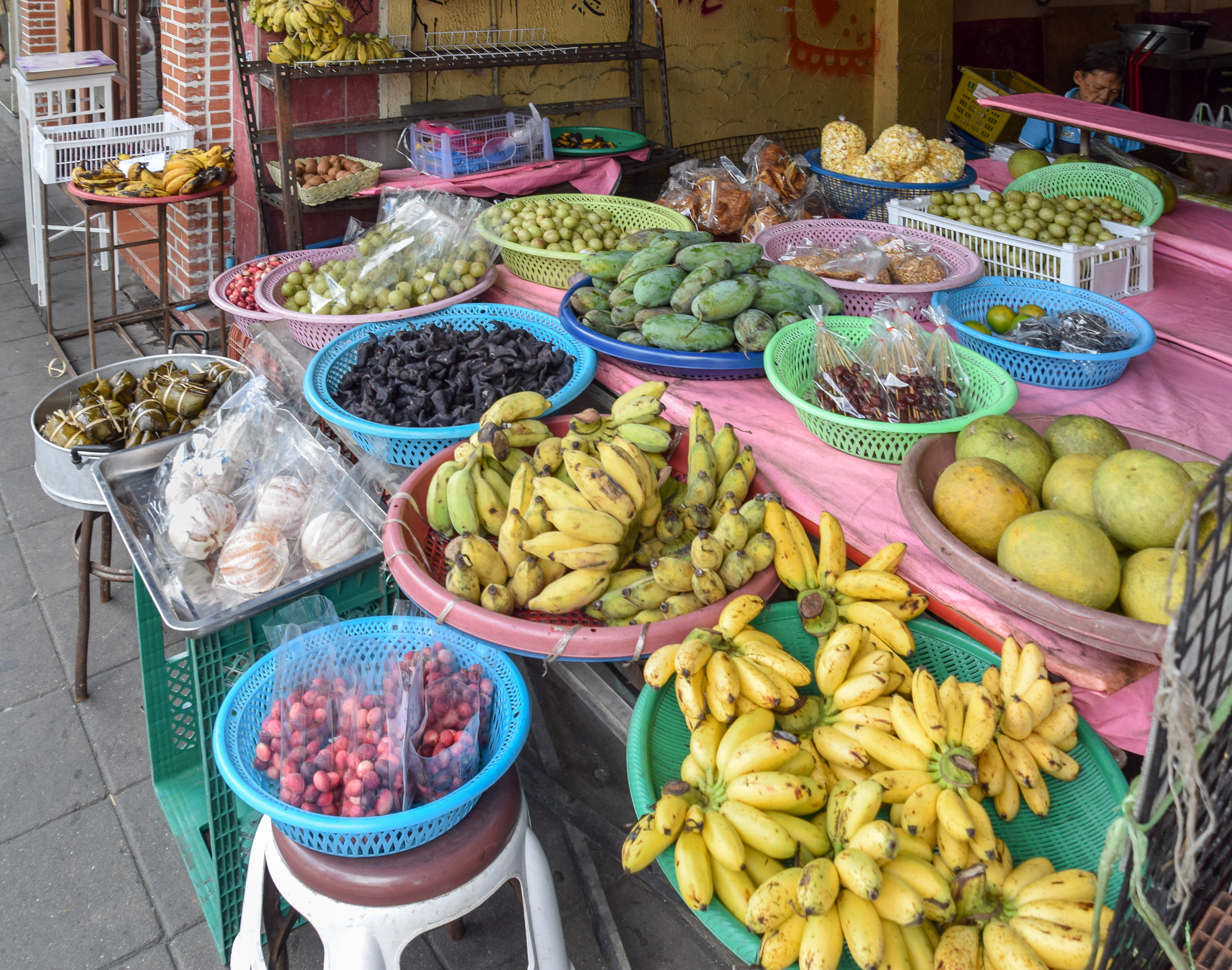
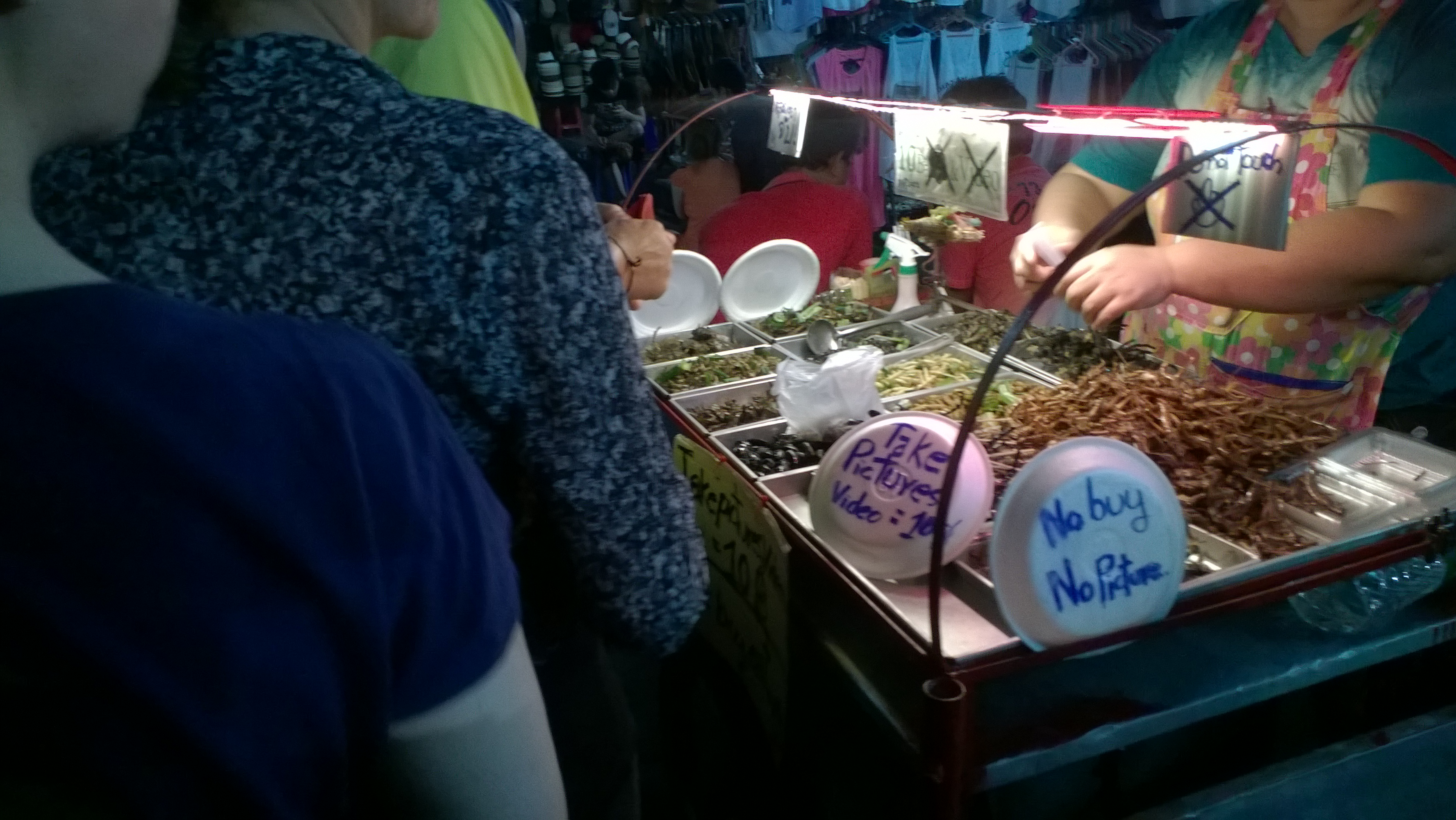
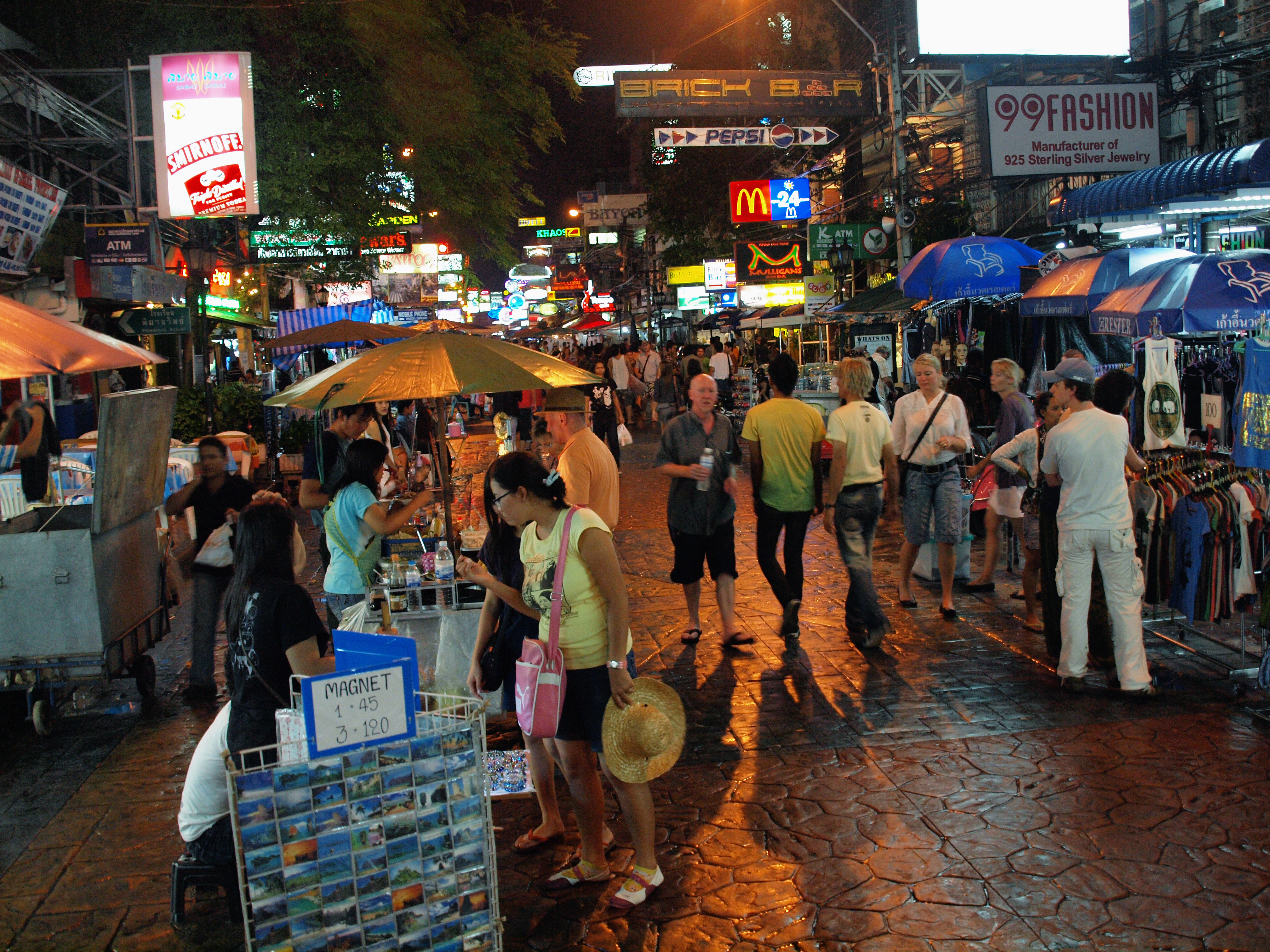